# Assemblée de notables de 1506

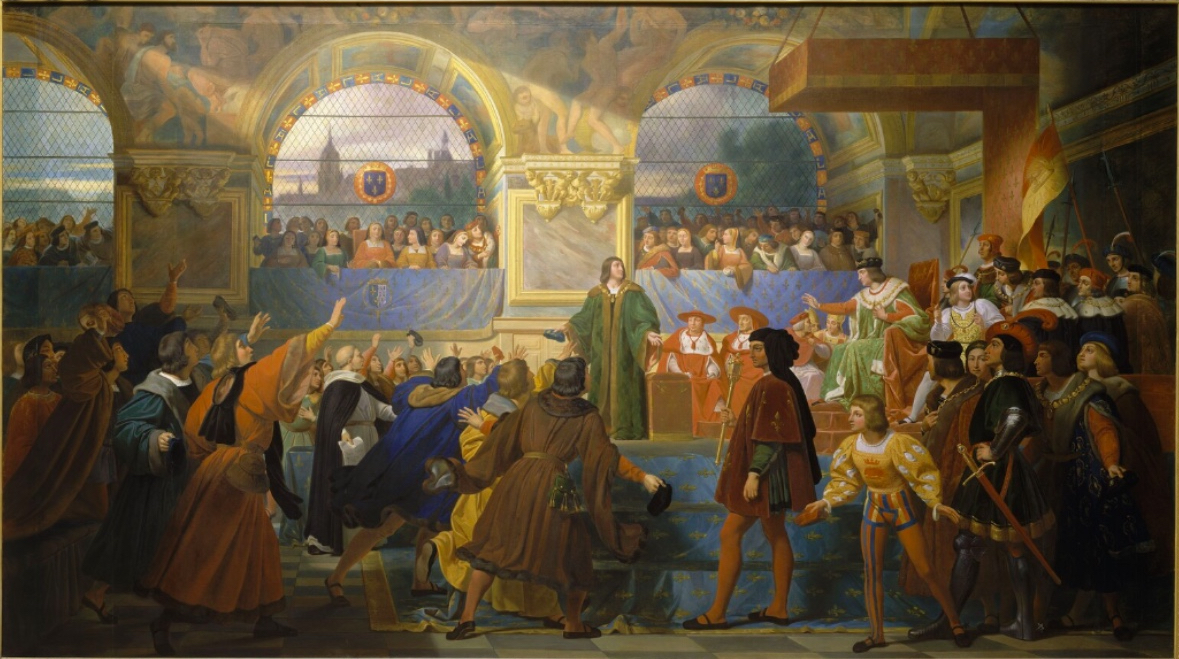
Louis XII proclamé « Père du peuple » par les États généraux de Tours de 1506. Peinture au plafond d'une salle de la galerie Campana du musée du Louvre.

L'Assemblée de notables de Tours, réunie en mai 1506 au château de Plessis-lèz-Tours, proclame Louis XII « Père du Peuple ».
L'assemblée annule, à la demande du roi, toutes les clauses du traité de Blois qui concernaient le mariage projeté de sa fille Claude de France avec Charles de Habsbourg, le futur Charles Quint. Claude, faussement nommée héritière du duché de Bretagne, puisque selon le traité de Nantes de 1499, le contrat de mariage d'Anne de Bretagne et de Louis XII, c'est le deuxième enfant, donc Renée, qui est l'héritière du duché, est fiancée alors à François d'Angoulême, héritier présomptif du royaume. Cela va à l'encontre de la volonté de la duchesse en titre et de l'esprit du leur contrat de mariage. Cette union des deux héritiers sera décisive pour l'union de la Bretagne à la France.